# Konstsim vid världsmästerskapen i simsport 2024
Konstsim vid världsmästerskapen i simsport 2024 avgjordes mellan den 2 och 10 februari 2024 i Aspire Dome i Doha i Qatar.

## Program
Det tävlades i 11 grenar.
Alla tider är lokala (UTC+3).
| Datum            | Tid   | Gren                                  |
| ---------------- | ----- | ------------------------------------- |
| 2 februari 2024  | 09:30 | Damernas tekniska soloprogram         |
| 2 februari 2024  | 12:00 | Herrarnas tekniska soloprogram        |
| 2 februari 2024  | 14:00 | Damernas tekniska parprogram, grupp B |
| 2 februari 2024  | 20:00 | Damernas tekniska parprogram, grupp A |
| 3 februari 2024  | 10:00 | Mixat tekniskt parprogram             |
| 3 februari 2024  | 14:00 | Damernas tekniska soloprogram         |
| 3 februari 2024  | 20:00 | Akrobatiskt lagprogram                |
| 4 februari 2024  | 09:30 | Damernas fria soloprogram             |
| 4 februari 2024  | 14:00 | Akrobatiskt lagprogram                |
| 4 februari 2024  | 20:00 | Mixat tekniskt parprogram             |
| 5 februari 2024  | 09:30 | Tekniskt lagprogram                   |
| 5 februari 2024  | 14:00 | Damernas tekniska parprogram          |
| 5 februari 2024  | 20:00 | Herrarnas tekniska soloprogram        |
| 6 februari 2024  | 09:30 | Herrarnas fria soloprogram            |
| 6 februari 2024  | 14:00 | Tekniskt lagprogram                   |
| 6 februari 2024  | 20:00 | Damernas fria soloprogram             |
| 7 februari 2024  | 09:30 | Damernas fria parprogram, grupp B     |
| 7 februari 2024  | 14:00 | Damernas fria parprogram, grupp A     |
| 7 februari 2024  | 20:00 | Herrarnas fria soloprogram            |
| 8 februari 2024  | 09:30 | Fritt lagprogram                      |
| 8 februari 2024  | 14:00 | Damernas fria parprogram              |
| 9 februari 2024  | 09:30 | Mixat fritt parprogram                |
| 9 februari 2024  | 14:00 | Fritt lagprogram                      |
| 10 februari 2024 | 09:30 | Mixat fritt parprogram                |

## Medaljörer

### Herrar
| Gren                         | Guld                       | Guld     | Silver                     | Silver   | Brons                      | Brons    |
| Solo                         |                            |          |                            |          |                            |          |
| Fritt program Detaljer...    | Giorgio Minisini · Italien | 210,1355 | Dennis González · Spanien  | 196,2750 | Gustavo Sánchez · Colombia | 192,0812 |
| Tekniskt program Detaljer... | Yang Shuncheng · Kina      | 246,4766 | Giorgio Minisini · Italien | 245,3166 | Gustavo Sánchez · Colombia | 231,0000 |

### Damer
| Gren                         | Guld                            | Guld     | Silver                                                 | Silver   | Brons                                            | Brons    |
| Solo                         |                                 |          |                                                        |          |                                                  |          |
| Fritt program Detaljer...    | Jacqueline Simoneau · Kanada    | 264,8207 | Evangelia Platanioti · Grekland                        | 253,2833 | Vasilina Chandosjka Neutrala oberoende idrottare | 245,1042 |
| Tekniskt program Detaljer... | Evangelia Platanioti · Grekland | 272,9633 | Jacqueline Simoneau · Kanada                           | 269,2767 | Xu Huiyan · Kina                                 | 262,3700 |
| Par                          |                                 |          |                                                        |          |                                                  |          |
| Fritt program Detaljer...    | Kina · Wang Liuyi · Wang Qianyi | 250,7729 | Nederländerna · Bregje de Brouwer · Noortje de Brouwer | 250,4979 | Storbritannien · Kate Shortman · Isabelle Thorpe | 247,2626 |
| Tekniskt program Detaljer... | Kina · Wang Liuyi · Wang Qianyi | 266,0484 | Storbritannien · Kate Shortman · Isabelle Thorpe       | 259,5601 | Spanien · Alisa Ozhogina · Iris Tió              | 258,0333 |

### Mixat
| Gren                         | Guld                                      | Guld     | Silver                                       | Silver   | Brons                                       | Brons    |
| Par                          |                                           |          |                                              |          |                                             |          |
| Fritt program Detaljer...    | Kina · Cheng Wentao · Shi Haoyu           | 224,1437 | Spanien · Dennis González · Mireia Hernández | 208,3583 | Mexiko · Trinidad Meza · Diego Villalobos   | 192,5772 |
| Tekniskt program Detaljer... | Kazakstan · Nargiza Bolatova · Eduard Kim | 228,0050 | Kina · Cheng Wentao · Shi Haoyu              | 223,3166 | Mexiko · Miranda Barrera · Diego Villalobos | 217,5192 |

### Lag
| Gren                            | Guld | Guld     | Silver | Silver   | Brons | Brons    |
| Akrobatiskt program Detaljer... | Kina · Chang Hao · Feng Yu · Wang Ciyue · Wang Liuyi · Wang Qianyi · Xiang Binxuan · Xiao Yanning · Zhang Yayi  | 244,1767 | Ukraina · Maryna Aleksijiva · Vladyslava Aleksijiva · Marta Fjedina · Oleksandra Horetska · Veronika Hrysjko · Darja Mosjynska · Anastasija Sjmonina · Valerija Tysjtjenko | 243,3167 | USA · Anita Alvarez · Jaime Czarkowski · Nicole Dzurko · Keana Hunter · Audrey Kwon · Calista Liu · Bill May · Daniella Ramirez   | 242,2300 |
| Fritt program Detaljer...       | Kina · Chang Hao · Cheng Wentao · Feng Yu · Li Xiuchen · Wang Ciyue · Xiang Binxuan · Xiao Yanning · Zhang Yayi | 339,7604 | Japan · Moe Higa · Moeka Kijima · Uta Kobayashi · Tomoka Sato · Ayano Shimada · Ami Wada · Mashiro Yasunaga · Megumu Yoshida                                               | 315,2229 | USA · Anita Alvarez · Jaime Czarkowski · Megumi Field · Audrey Kwon · Calista Liu · Jacklyn Luu · Daniella Ramirez · Natalia Vega | 304,9021 |
| Tekniskt program Detaljer...    | Kina · Chang Hao · Feng Yu · Wang Ciyue · Wang Liuyi · Wang Qianyi · Xiang Binxuan · Xiao Yanning · Zhang Yayi  | 299,8712 | Spanien · Marina García · Lilou Lluis · Meritxell Mas · Alisa Ozhogina · Paula Ramírez · Sara Saldaña · Iris Tió · Blanca Toledano                                         | 275,8925 | Japan · Moe Higa · Moeka Kijima · Uta Kobayashi · Tomoka Sato · Ayano Shimada · Ami Wada · Mashiro Yasunaga · Megumu Yoshida      | 275,8787 |

## Medaljtabell
*   Värdland ( Qatar)
| Nr                   | Nation                       | Guld | Silver | Brons | Totalt |
| -------------------- | ---------------------------- | ---- | ------ | ----- | ------ |
| 1                    | Kina                         | 7    | 1      | 1     | 9      |
| 2                    | Kanada                       | 1    | 1      | 0     | 2      |
| 2                    | Grekland                     | 1    | 1      | 0     | 2      |
| 2                    | Italien                      | 1    | 1      | 0     | 2      |
| 5                    | Kazakstan                    | 1    | 0      | 0     | 1      |
| 6                    | Spanien                      | 0    | 3      | 1     | 4      |
| 7                    | Japan                        | 0    | 1      | 1     | 2      |
| 7                    | Storbritannien               | 0    | 1      | 1     | 2      |
| 9                    | Ukraina                      | 0    | 1      | 0     | 1      |
| 9                    | Nederländerna                | 0    | 1      | 0     | 1      |
| 11                   | Colombia                     | 0    | 0      | 2     | 2      |
| 11                   | USA                          | 0    | 0      | 2     | 2      |
| 11                   | Mexiko                       | 0    | 0      | 2     | 2      |
| 14                   | Neutrala oberoende idrottare | 0    | 0      | 1     | 1      |
| Totalt (14 nationer) | Totalt (14 nationer)         | 11   | 11     | 11    | 33     |